# Calling All Corpses
Calling All Corpses è il quarto album in studio dello Shock Rocker Wednesday 13, uscito nell'ottobre 2011.

## Tracce
1. Blood Fades to Black (Intro) – 1:12
2. I Wanna Be Cremated – 4:05
3. Ghoul of My Dreams – 3:32
4. One Knife Stand – 3:31
5. Calling All Corpses – 2:32
6. Miss Morgue – 3:39
7. Silver Bullets – 4:20
8. Bad at Being Human – 4:28
9. London After Midnight – 3:53
10. Candle for the Devil – 4:26
11. We All Die – 3:31
12. Something Wicked This Way Comes – 4:19
13. Blood Fades to Black (Reprise) (Outro) – 1:00

## Formazione
- Wednesday 13 - voce, chitarra ritmica, tastiere
- Roman Surman - Chitarra Ritmica e solista, cori
- Jack Tankersley - basso, chitarra ritmica, cori
- Jason "Shakes" West - batteria, cori
- Brent Clawson - cori